# Appello (ordinamento italiano)
L'appello nel processo civile e penale costituisce una species dell'insieme generale delle impugnazioni; tale istituto viene contemplato dal codice di procedura civile agli artt. 339 e successivi e dal codice di procedura penale agli artt. 570 e segg. Nella terminologia meno tecnicistica è una opposizione a una prima sentenza sfavorevole da parte di una delle parti in causa, cioè in una non accettazione della sentenza, che mira a un nuovo esame della controversia. L'istituto è disciplinato anche dal diritto amministrativo.

## Diritto civile
L'appello nel processo civile è un mezzo di impugnazione ordinario, disciplinato dagli artt. 339 e ss. c.p.c, e costituisce il più ampio mezzo di impugnazione, poiché è riservato alla parte per il solo fatto di essere rimasta soccombente.
La soccombenza è un elemento indefettibile che integra l'interesse a impugnare. Soccombente è colui che ha ottenuto una tutela inferiore a quella richiesta.
Per rilevare la soccombenza bisogna quindi confrontare due elementi:
- ciò che la parte ha chiesto durante l'udienza di precisazione delle conclusioni.
- ciò che le ha dato la sentenza.

Se la tutela ricevuta è equivalente non vi è soccombenza e quindi neanche legittimazione a proporre l'impugnazione.
Quindi, con il mezzo di impugnazione in esame è possibile dolersi, sia di vizi in senso specifico che inficiano la sentenza di primo grado (cd. "errores in judicando" e "errores in procedendo"), sia di vizi in senso lato, che attengono alla mera ingiustizia del provvedimento emesso in primo grado. Per queste ragioni l'appello viene definito un mezzo di impugnazione a critica libera.
Con l'appello si ha un totale riesame della controversia e non soltanto un controllo dei vizi (principio del doppio grado di giurisdizione).
Sotto questo profilo si definisce l'appello un mezzo di gravame, ovvero costituisce un mezzo devolutivo in cui il giudice di appello viene reinvestito del potere di riesaminare ciò che è già stato oggetto di esame da parte del giudice di prima istanza. L'effetto devolutivo è tuttavia potenziale e non automatico: il giudice di appello deve invero esaminare solo le questioni che le parti hanno devoluto.

## Diritto penale
L'appello, nel processo penale, ha, come il giudizio ordinario penale di primo grado, una fase preparatoria, una fase dibattimentale e una post-dibattimentale incentrata sul provvedimento.
Gli atti preliminari al dibattimento sono disciplinati dall'art.601 c.p.p..
2. Quando si procede in camera di consiglio a norma dell'art. 599, ne è fatta menzione nel decreto di citazione.
3. Il decreto di citazione per il giudizio di appello contiene i requisiti previsti dall'art. 429 comma 1 lett. a), f), g) nonché l'indicazione del giudice competente. Il termine per comparire non può essere inferiore a venti giorni.
4. È ordinata in ogni caso la citazione del responsabile civile (83), della persona civilmente obbligata per la pena pecuniaria (89) e della parte civile (765); questa è citata anche quando ha appellato il solo imputato contro una sentenza di proscioglimento.
5. Almeno venti giorni prima della data fissata per il giudizio di appello, è notificato avviso ai difensori.
6. Il decreto di citazione è nullo se l'imputato non è identificato in modo certo ovvero se manca o è insufficiente l'indicazione di uno dei requisiti previsti dall'art. 429 comma 1 lett. f).»
(Art.601 Atti preliminari al giudizio)
Ex art. 602 c.p.p. può evitarsi il dibattimento con accordo delle parti dopo la lettura della relazione; altrimenti si passa alla fase dibattimentale, senza una fase istruttoria, nella quale possono essere letti a verbale gli atti del giudizio di primo grado nei limiti dell'art. 511 c.p.p. Nel caso che il giudice ritenga di non essere in grado di decidere allo stato degli atti, disporrà la rinnovazione dell'istruzione dibattimentale (art. 603 c.p.p.).

## Diritto amministrativo
L'appello nel diritto amministrativo è un mezzo di impugnazione di tipo rinnovatorio perché consiste nell'espressione di un nuovo giudizio sulla stessa questione. Si differenzia in tal senso dai gravami impugnatori che invece vertono sulla sentenza come atto e quindi come riesame critico della medesima. Da questo punto di vista però la classificazione dell'appello in tal senso non è netta, basta pensare al fatto che l'appello è già di per sé una critica alla sentenza impugnata.